# Mikhaïl Chichkine
Pour les articles homonymes, voir Chichkine.
Mikhaïl Pavlovitch Chichkine (en russe : Михаил Павлович Шишкин) est un écrivain russe né le 18 janvier 1961 à Moscou (RSFS de Russie, URSS). 
Il s'installe en Suisse en 1995. Il écrit en russe et a été traduit en allemand, en néerlandais, en italien et en français. En 2000, il a obtenu le prix du canton de Zurich pour la version originale russe de La Suisse russe.

## Biographie
Mikhaïl Pavlovitch Chichkine est né d'un père sous-marinier, vétéran de la Seconde Guerre mondiale et décoré deux fois de l'ordre du Drapeau rouge, et d'une mère ukrainienne enseignante. Son grand-père paternel, à la suite de la dékoulakisation, est accusé en 1930 de travailler pour un koulak et est envoyé au chantier de construction de la Magistrale Baïkal-Amour, où il mourra. Sa grand-mère, Lioubov Chichkina (décédée en 1993) fuit la campagne avec ses deux enfants et travaille comme nettoyeuse dans la région de Moscou,. Le frère aîné du père de Mikhaïl est porté disparu en 1941. En 2010, Mikhaïl découvre que son oncle a en fait été fusillé par les Allemands après avoir été dénoncé, de manière d'ailleurs inexacte, comme juif. Son frère cadet, Pavel Chichkine (1926-1995), part à la guerre à l'âge de dix-sept ans pour venger son frère. Après sa formation, il sert comme sous-marinier entre 1944 et 1945 , tout en gardant pour lui le sort qui avait été réservé à son père.
La mère de Mikhaïl travaille pour le Parti comme secrétaire dans l'école où éclate le scandale causé par Vladimir Boukovski, alors écolier. Elle parvient à conserver son poste grâce à son congé de maternité et devient par la suite proviseur puis directrice. C'est dans cette même école N°59 que Mikhaïl effectuera sa scolarité.
La famille se dissout avant même la naissance de Mikhaïl, dont les premières années se déroulent dans le sous-sol d'une kommounalka moscovite. Lioubov Chichkina, sa grand-mère maternelle, qui a passé trois ans dans une école religieuse, le baptise en secret. Dès l'école, Mikhaïl se conçoit une image négative du pouvoir soviétique et photocopie des tamizdats, ces samizdats imprimés à l'étranger. Sous Andropov, sa mère est licenciée de l'école pour avoir autorisé l'organisation d'une soirée commémorative en l'honneur de Vladimir Vyssotski.
Tout un temps, Mikhaïl Chichkine travaille comme balayeur, puis il coule de l'asphalte. Il est diplômé de la faculté romano-germanique de l'Université pédagogique d'État de Moscou en 1982. Il travaille trois ans pour la revue Rovesnik, il écrit des articles sur l'art et traduit des textes à partir de l'allemand. Il enseigne ensuite l'allemand et l'anglais pendant cinq ans à l'école N°444 de physique et mathématique de la ville de Moscou.
Mikhaïl Chichkine a été marié trois fois, les deux premiers mariages ont duré sept ans. Sa première femme, Irina, est russe. Il épouse ensuite la Suissesse Franziska Stöcklin, slavisante de profession. C'est à elle que Mikhaïl dédie son roman La Prise d'Izmaïl. Depuis la naissance de son fils Konstantin en 1995, l'écrivain vit en Suisse à Zurich. En plus de l'écriture, il se consacre à la traduction et donne des cours. En automne 2009, il enseigne un semestre durant à l'université Washington et Lee en Virginie.
En 2011, Mikhaïl Chichkine épouse Evguenia Frolkova, leur fils Ilia naît en 2013. Mikhaïl Chichkine vit à Berlin entre 2012 et 2013, dans le cadre d’une bourse d’échanges universitaires (Deutscher Akademischer Austauschdienst - DAAD).
Mikhaïl Chichkine apprécie la musique classique et aime jouer au snooker.
En 2013, il refuse de représenter la Russie à la foire internationale du livre « BookExpo America (en) 2013 » aux États-Unis pour des raisons politiques,. Dans un essai paru dans des journaux européens, l'écrivain donne son point de vue sur l'annexion de la Crimée par la Russie,.
Dans son recueil d'essais La Paix ou la guerre, réflexions sur le « monde russe », paru en 2023, « grand livre de colère», Chichkine « n'a rien d'autre à opposer à la barbarie que le pardon et la simple lucidité» , et constate que sa langue est devenue celle des assassins.

## Œuvres
- La Prise d'Izmail : roman  (trad. Marc Weinstein), Paris, Fayard, 2003, 412 p. (ISBN 2-213-61520-9)Prix Booker russe (décembre 2000).
- Dans les pas de Byron et Tolstoï : du lac Léman à l'Oberland bernois  (trad. de l'allemand par Colette Kowalski), Montricher/Paris, Noir sur Blanc, 2005, 318 p. (ISBN 2-88250-159-5)Prix du Meilleur Livre étranger - essai (2005).
- Le Cheveu de Vénus : roman  (trad. Laure Troubetzkoy), Paris, Fayard, 2007, 444 p. (ISBN 978-2-213-62743-4).
- La Suisse russe  (trad. Marilyne Fellous), Paris, Fayard, 2007, 516 p. (ISBN 978-2-213-62910-0).
- Deux heures moins dix  (trad. Nicolas Véron), Lausanne/Paris, Noir sur Blanc, 2012, 318 p. (ISBN 978-2-88250-264-3).
- Le Manteau à martingale  (trad. Maud Mabillard), Lausanne/Paris, Noir sur Blanc, 2020 (ISBN 2-882-50619-8), dont la traduction en français remporte une mention spéciale du prix Russophonie 2021
- La Paix ou la guerre. Réflexions sur le “monde russe”  (trad. de l'allemand par Odile Demange), Lausanne/Paris, Noir sur Blanc, 2023, 206 p. (ISBN 978-2-882-50851-5)

## Récompenses et distinctions
- 2001 : prix Booker russe pour La Prise d'Izmail
- 2005 : prix du Meilleur Livre étranger essai, pour Dans les pas de Byron et Tolstoï - Du lac Léman à l'Oberland bernois
- 2011 : prix Bolchaïa Kniga, pour Deux heures moins dix (Pis'movnik, Письмовник)